# Erysiphe friesii
Erysiphe friesii är en svampart som först beskrevs av Joseph-Henri Léveillé, och fick sitt nu gällande namn av U. Braun & S. Takam. 2000. Erysiphe friesii ingår i släktet Erysiphe och familjen Erysiphaceae.   Inga underarter finns listade i Catalogue of Life.
I den svenska databasen Dyntaxa används istället namnet Microsphaera friesii för samma taxon.  Arten är reproducerande i Sverige.